# Hydractinia phialiformis
Hydractinia phialiformis is een hydroïdpoliep uit de familie Hydractiniidae. De poliep komt uit het geslacht Hydractinia. Hydractinia phialiformis werd in 1983 voor het eerst wetenschappelijk beschreven door Antsulevich. 